# Robert Devereux, 2. Earl of Essex

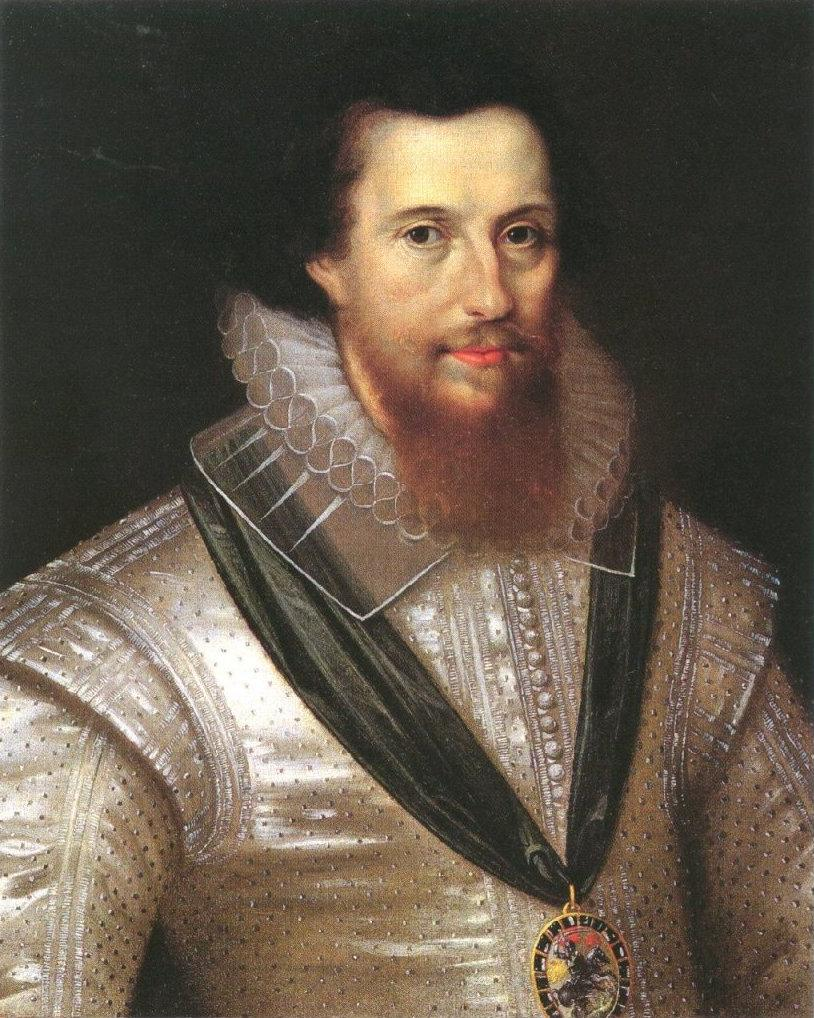
Robert Devereux, 2. Earl of Essex

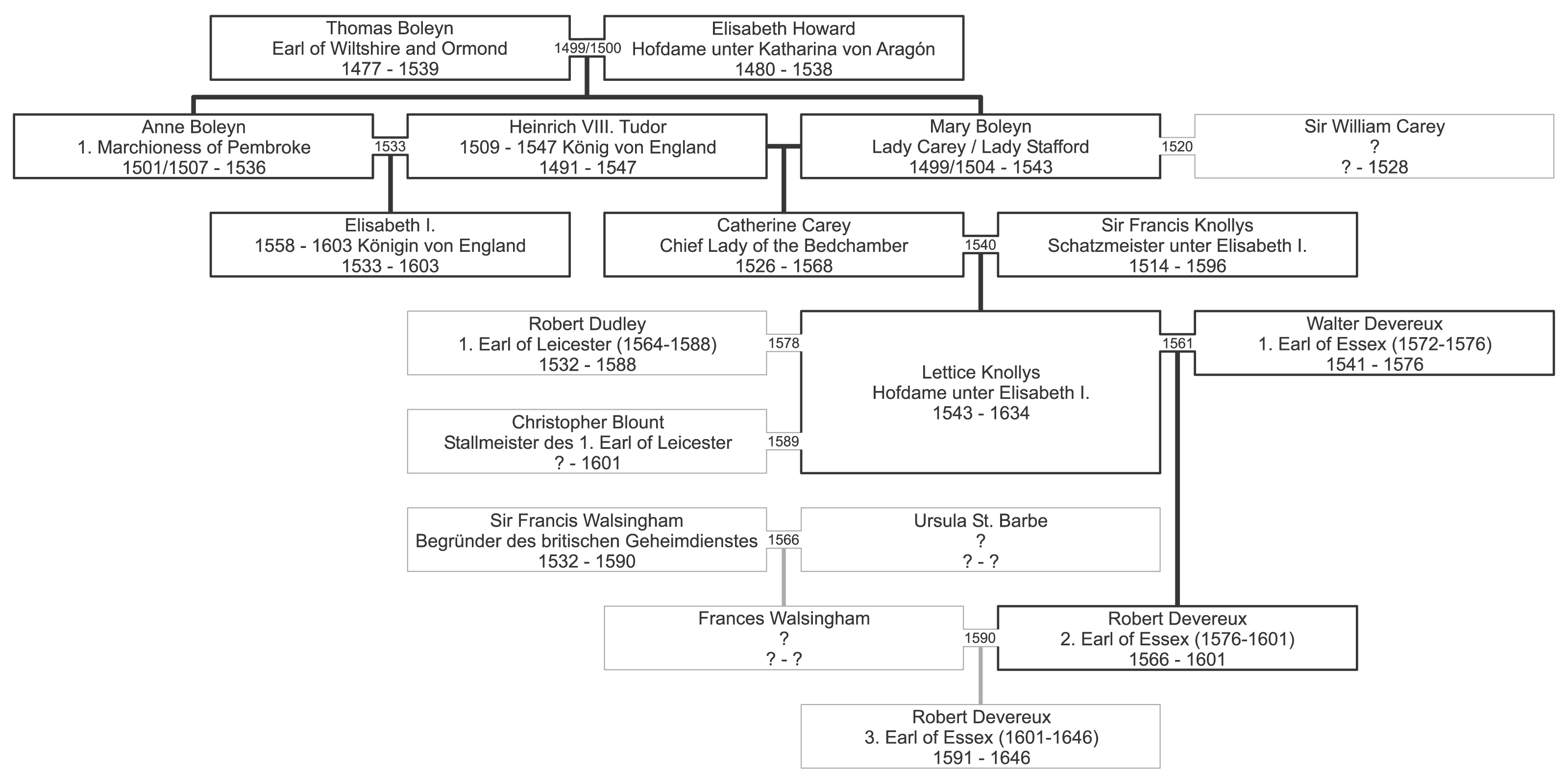
Verwandtschaft mit Elizabeth I.

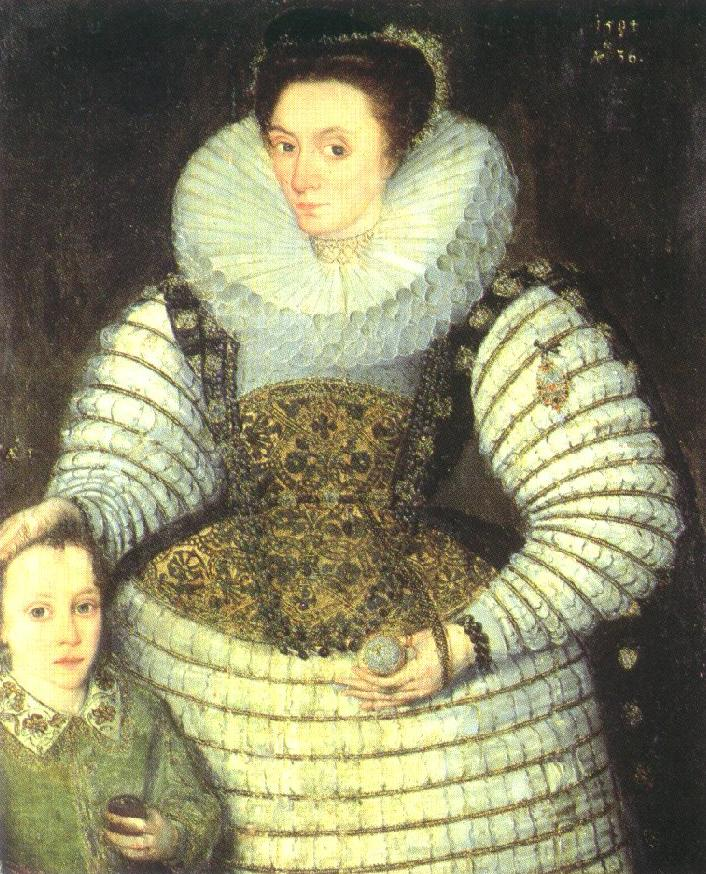
Frances Walsingham und ihr Sohn Robert, der spätere 3. Earl of Essex

Robert Devereux, 2. Earl of Essex (* 10. November 1565 in Netherwood, Herefordshire; † 25. Februar 1601 in London) war ein englischer Politiker und Feldherr. Er wurde insbesondere als Favorit der Königin Elisabeth I. von England bekannt, wurde aber letztlich nach einem missglückten Staatsstreich gegen sie hingerichtet.

## Leben
Robert Devereux war Sohn von Walter Devereux, 2. Viscount Hereford und Lettice Knollys. Sein Taufpate war Robert Dudley, 1. Earl of Leicester, der Favorit der Königin. 1572 wurde Walter Devereux zum Earl of Essex erhoben. Nach dem Tod seines Vaters (September 1576) wurde der noch nicht elfjährige neue Earl of Essex Mündel des Schatzmeisters Lord Burghley und ging für vier Jahre an die Universität Cambridge (1577–1581). 1578 heiratete seine Mutter Robert Dudley, Earl of Leicester, ihren bisherigen Liebhaber und Paten ihres Sohnes. Mit seinem Stiefvater, mit dem er sich bestens verstand, zog er 1585 in die Niederlande, als dieser dort Generalgouverneur wurde. Er sammelte erste militärische Erfahrungen, z. B. bei der Schlacht von Zutphen. 1587 kam er an Elisabeths Hof und wurde Ende des Jahres Oberstallmeister (Nachfolger seines Stiefvaters Robert Dudley). Danach konnte er seine Stellung am Hof festigen und wurde der neue, aufsehenerregende Favorit Elisabeths. 1590 heiratete er Frances Walsingham, die Tochter von Sir Francis Walsingham und Witwe von Sir Philip Sidney, einem Kriegshelden und Neffen seines Stiefvaters. Die Heirat fand ohne Wissen Elisabeths I. statt, die aufgebracht war, als sie von der gegen Elisabeths Anweisung geheimgehaltenen Eheschließung erfuhr.
Mit Frances hatte Devereux einen Sohn Robert, den späteren 3. Earl of Essex (1591–1646).
Am Hof duellierte er sich mit Sir Walter Raleigh und anderen, was Elisabeth missfiel. Im Jahre 1591 erhielt er das Kommando über eine Armee, die dem König von Frankreich, Heinrich IV., zu Hilfe kommen sollte, wobei er sich aber teilweise den Anweisungen der Königin widersetzte.
Im Sommer 1596 gelang es Essex auf einer Flottenexpedition nach Lissabon, den spanischen Hafen Cádiz in einem Handstreich zu nehmen. Die Beute fiel jedoch gering aus, da die Spanier ihre Schiffe rechtzeitig verbrennen konnten. Diese kühne Aktion machte Essex trotzdem in ganz Europa berühmt. Die Expedition zu den Azoren gemeinsam mit Sir Walter Raleigh im nächsten Jahr erwies sich als völliger Fehlschlag.
Zu seinem späteren Untergang trug bei, dass Essex sich selbst überschätzte, und sich gegenüber Königin Elisabeth respektlos benahm: So ließ er ihren völlig unschuldigen Leibarzt Roderigo Lopes aus verletzter Eitelkeit verhaften und gegen ihren Willen hinrichten (1594). Auf seinem Posten als Lord Lieutenant von Irland, wohin er sich nur ungern hatte abschieben lassen (April 1599), versagte er. Dort herrschte zu dieser Zeit eine Art Guerillakrieg unter dem Revolutionär Hugh O’Neill, dem Earl of Tyrone, gegen die englische Herrschaft (Neunjähriger Krieg). Nach mehreren verlustreichen Schlachten und einem für England nachteiligen Waffenstillstand missachtete er einen expliziten Befehl Elisabeths, in Irland auf seinem Posten zu bleiben. Am 24. September 1599 verließ er Irland und erreichte am 28. September London, wo er sich Zugang zu den Gemächern der noch nicht vollständig angekleideten Königin verschaffte. Nach einem Verhör durch den Privy Council wurde Essex für zehn Monate unter Hausarrest gestellt.
Er verfiel zusehends in Melancholie und entwickelte einen Verfolgungswahn und einen Hang zu Verschwörungstheorien.
Auch seine finanzielle Situation wurde immer verzweifelter. Essex hatte von seinem Vater immense Schulden geerbt, er selbst hatte große Schulden aufgehäuft, und nun verlor er seine wichtigste Einnahmequelle am Hofe: die Königin weigerte sich, seinen Steuerpachtvertrag zu verlängern.  Anfang Februar 1601 fand ein Treffen zur Verschwörungsvorbereitung statt und am 8. Februar versuchte dann Essex mit einer kleinen Anhängerschar die Kontrolle über die Stadt London und den Privy Council zu übernehmen. Er wollte sich seines Feindes Sir Robert Cecil entledigen. Der Staatsstreich scheiterte jedoch an der mangelnden Unterstützung durch das Londoner Volk. Essex wurde noch in derselben Nacht verhaftet und wegen Hochverrats geächtet und zum Tode verurteilt. Am Morgen des 25. Februar 1601 wurde er im Tower vom Henker Thomas Derrick (dieser war als Seemann vor Cádiz 1596 zum Tode verurteilt und von Robert Devereux begnadigt worden) mit drei Schlägen enthauptet. Als Mitverschwörer wurden sechs weitere Personen hingerichtet, darunter sein Stiefvater Christopher Blount. Sein enger Freund und Mitverschwörer, der Earl of Southampton, wurde ebenfalls verhaftet, aber später begnadigt.

## Rezeption
- Günstling einer Königin/The Private Lives of Elizabeth and Essex (USA 1939), Regie: Michael Curtiz, mit Bette Davis, Errol Flynn, Olivia de Havilland u. a.; der Film thematisiert historisch sehr frei eine Affäre zwischen Königin Elisabeth I. und dem Earl of Essex.
- Benjamin Britten: Gloriana. Oper zur Krönung Elisabeth II (Libretto: William Plomer). Argo, London 1993.
- Gaetano Donizetti: Roberto Devereux. Tragedia lirica in tre atti (Libretto: Salvatore Cammarano). Ricordi, Mailand 2001.
- Gaetano Donizetti: Roberto Devereux. Deutsche Grammophon, Hamburg 2006 (1 DVD; Neuinszenierung durch Christof Loy an der Bayerischen Staatsoper in München).
- Elizabeth I (USA/GB 2005), Regie: Tom Hooper, zweiteiliger Fernsehfilm mit Hugh Dancy als Devereux und Helen Mirren als Elisabeth, sowie Jeremy Irons als Robert Dudley.